# Le Mars
Le Mars è un comune (city) degli Stati Uniti d'America e capoluogo della contea di Plymouth nello Stato dell'Iowa. Si trova sul fiume Floyd e a nord-est della città di Sioux City. La popolazione era di 9,826 persone al censimento del 2010.

## Geografia fisica
Le Mars è situata a 42°47′20″N 96°09′57″W (42.788799, -96.165944).
Secondo lo United States Census Bureau, ha un'area totale di 8,97 miglia quadrate (23,23 km²).

## Storia
Le Mars è stata pianificata nel 1869, ma nessun lotto fu venduto fino all'arrivo della Chicago and North Western Railway nel 1879. Secondo la leggenda della città, l'investitore della CNW, John I. Blair, e un gruppo di donne, arrivarono in città, che allora si chiamava St. Paul Junction. Blair chiese alle donne il nome della città, e presentarono un acronimo in base alla sigla dei loro primi nomi: Lucy Underhill, Elizabeth Parson, Mary Weare, Anna Blair, Rebecca Smith e Sarah Reynolds.

## Società

### Evoluzione demografica
Secondo il censimento del 2010, c'erano 9,436 persone.

### Etnie e minoranze straniere
Secondo il censimento del 2010, la composizione etnica della città era formata dal 92,5% di bianchi, lo 0,5% di afroamericani, lo 0,3% di nativi americani, lo 0,7% di asiatici, il 2,9% di altre razze, e l'1,3% di due o più etnie. Ispanici o latinos di qualunque razza erano il 5,4% della popolazione.